# Mandragora officinarum

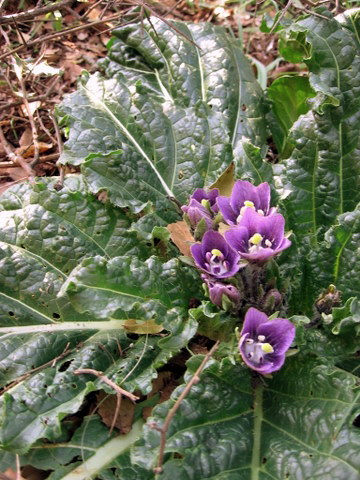
Vista de la planta

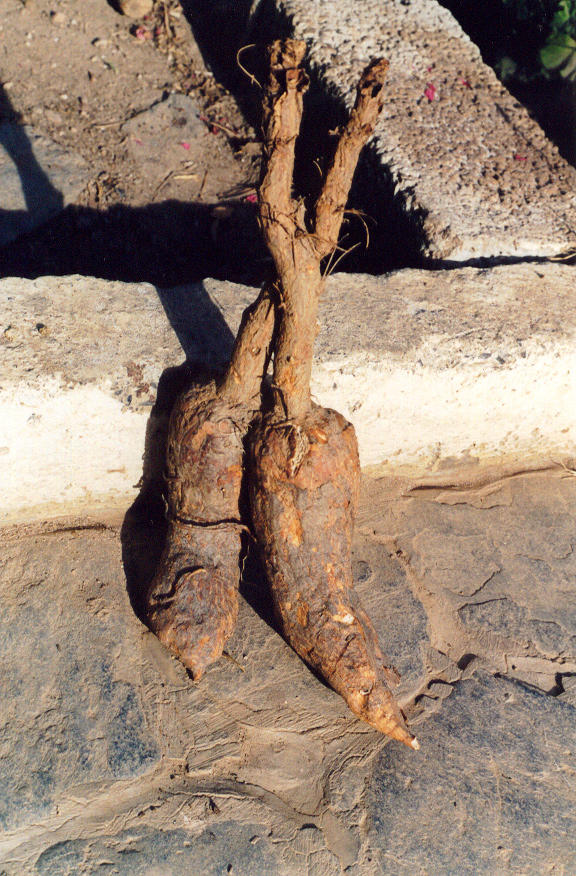
Arrels

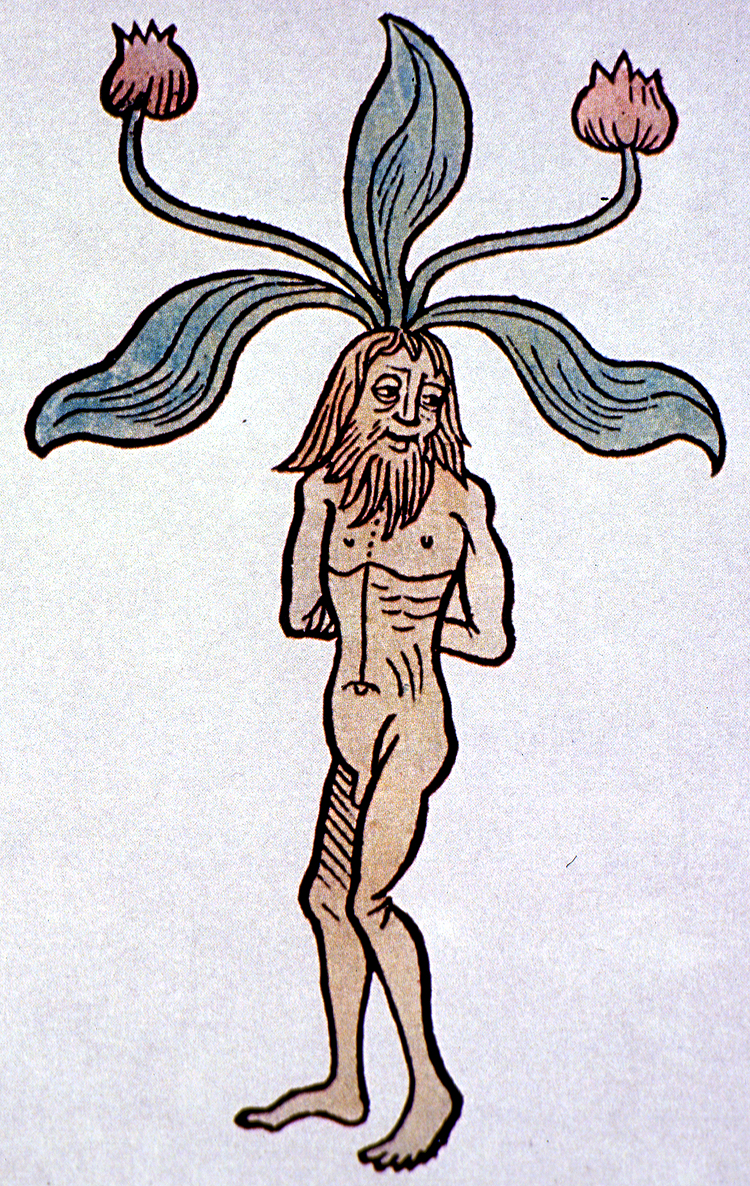
Planta mitològica

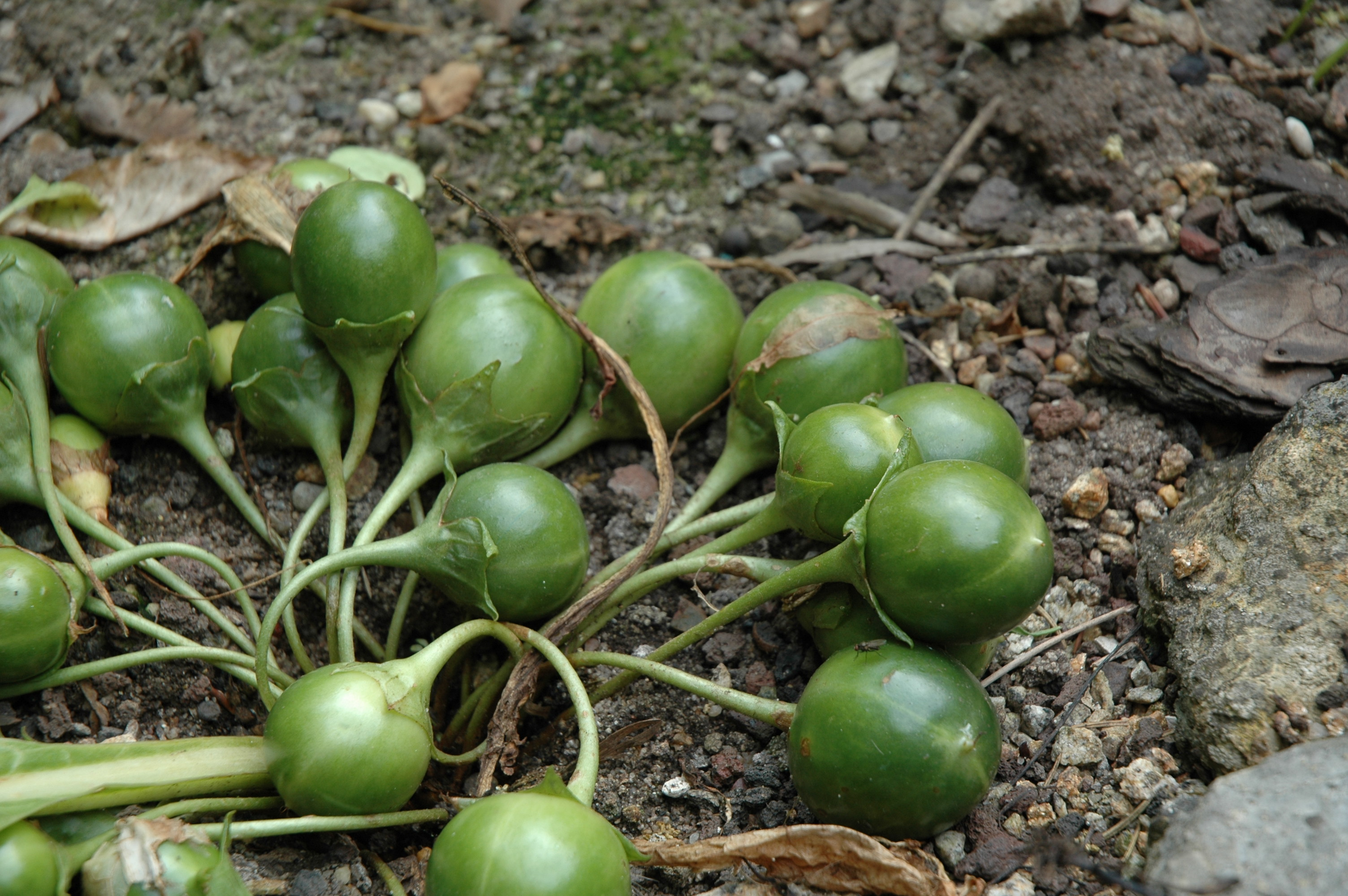
Fruits

Mandragora officinarum és una espècie de planta fanerògama de la família de les solanàcies, que va ser usada extensament a Europa com a planta medicinal.

## Descripció
És una planta perenne que aconsegueix una grandària de 0,1 x 0,3 m. La planta és autofèrtil. Les arrels tenen forma de pastanaga i pot arribar fins als 1,2 metres de llarg, sovint dividint-se en dos i suggereixen vagament la figura del cos humà. Les fulles creixen en rosetes i són ovado-oblongues o ovals, arrugades, de 5 a 40 cm de llarg. Té flors hermafrodites (amb òrgans masculins i femenins) i són pol·linitzades per insectes. Les inflorescències es produeixen en peduncles amb flors de color blanc-verd o morades, de gairebé 5 cm d'ample, que produeixen fruits globulars, de color taronja a vermells, semblant als tomàquets petits. Totes les parts de la planta són verinoses.

## Distribució
La planta creix de manera natural al sud i centre d'Europa i a les terres al voltant del mar Mediterrani. Al Camp de Gibraltar és molt abundant.

## Cultiu
La planta requereix sòls ben drenats que siguin àcids o neutres. Pot créixer en semi-ombra (la llum del bosc) o sense ombra.
Resisteix sorprenentment bé el fred, encara que no tant la calor, sobretot si rep Sol directe, a diferència de la seva parenta, la Mandragora autumnialis. No requereix gaire cura, però sí mantenir un nivell raonable d'humitat al terra. Si es resseca per falta d'aigua és molt difícil recuperar-la.

## Usos medicinals
Encara que és massa tòxica per a utilitzar a casa, els remeis que aquesta planta té són molts. La Mandragora officinarum té una llarga història d'ús medicinal, encara que la superstició ha tingut un paper important en els usos als què s'ha aplicat. Rares vegades es prescriu al modern herbolari.
Els indis americans van utilitzar l'arrel com un laxant fort, per tractar cucs, paràsits i per a nombroses altres coses. L'arrel fresca o seca conté alcaloides altament verinosos, entre ells l'atropina, hiosciamina, escopolamina, escopina i cuscohigrina. L'arrel s'utilitza actualment contra el càncer. La droga etopòsid no deriva de l'arrel d'aquesta planta, ja que Podophyllum peltatum no té res a veure amb la mandràgora. L'arrel també és al·lucinògena i narcòtica. En quantitats suficients, indueix a un estat d'oblit i va ser utilitzat com un anestèsic per a la cirurgia en l'antiguitat. En el passat, el suc de l'arrel finament ratllat s'aplicava externament per alleujar dolors reumàtics. També va ser utilitzat internament per tractar la malenconia, les convulsions, i les manies. Quan es prenen internament en grans dosis però, es diu que excita el deliri i la bogeria.
En el passat, amb la mandràgora es feien sovint amulets que es creia que portaven bona sort, guarien l'esterilitat, etc. En una superstició, es diu que aquells que tirin cap amunt d'aquesta arrel seran condemnats a l'infern i l'arrel de mandràgora cridava, en ser treta del sòl, matant a tot aquell que la sentia. Per tant, en el passat, les persones lligaven les arrels als cossos d'animals i després utilitzaven aquests animals per estirar les arrels de la terra.